# Xestia obscura
Xestia obscura är en fjärilsart som beskrevs av Georgii Sergeevich Zolotarenko 1970. Xestia obscura ingår i släktet Xestia och familjen nattflyn. Inga underarter finns listade i Catalogue of Life.